# Photonectes braueri
Photonectes braueri és una espècie de peix de la família dels estòmids i de l'ordre dels estomiformes.

## Morfologia
- Els mascles poden assolir 28,2 cm de longitud total.[4][5]

## Hàbitat
És un peix marí i d'aigües profundes que viu entre 0-1.000 m de fondària.

## Distribució geogràfica
Es troba a l'Atlàntic oriental (des de les Illes Açores fins a Mauritània, i des d'Angola fins a Sud-àfrica), l'Atlàntic occidental (des dels Estats Units fins a les Bahames, i des del Brasil fins a l'Argentina), el Pacífic occidental (Austràlia i Nova Zelanda) i l'oest de l'Índic.